# Stato interessante
Pour plus de détails, voir Fiche technique et Distribution.
Stato interessante est un film dramatique à sketches italien réalisé par Sergio Nasca et sorti en 1977.
Le film se compose de trois segments, qui ont tous pour thème principal l'interruption volontaire de grossesse,.

## Synopsis
Premier épisode
Carla est l'épouse du riche industriel Ignazio, mais ce dernier est stérile à la suite d'une maladie de jeunesse. Carla trompe son mari avec son beau-frère Federico. Devenue enceinte, et ne pouvant attribuer sa grossesse à son mari, elle s'improvise exportatrice clandestine de devises afin de pouvoir avorter sans risque dans une clinique suisse.
Deuxième épisode
La jeune Sicilienne Annabella La Monica, étudiante en biologie à Rome et féministe, avoue à ses parents de Catane qu'elle attend, et désire, un enfant, fruit d'une liaison avec un jeune Brésilien. Son père, un démocrate-chrétien intrigant qui aspire au poste de maire, recourt, pour éviter le scandale, à un frère médecin, qui fait avorter Annabella en prétendant qu'on lui a retiré un fibrome.
Troisième épisode
Le chiffonnier Fernando Ossobuco et sa femme Patrizia sont très pauvres et vivent depuis huit ans dans une cabane de la banlieue de Rome en attendant un logement social. Ils ont déjà trois enfants : alors qu'un quatrième est en route, ils décident de ne pas lui donner naissance. Mais ils n'ont pas assez d'argent pour aller chez le médecin. Découragée par divers expédients infructueux, Patrizia mourra d'une infection, après avoir fait appel à une faiseuse d'anges.

## Fiche technique
- Titre original italien : Stato interessante[3]
- Réalisateur : Sergio Nasca
- Scénario : Sergio Nasca, Maurizio Costanzo
- Photographie : Giuseppe Aquari (it)
- Montage : Franco Malvestito
- Musique : Ennio Morricone
- Décors : Giorgio Luppi, Massimo Lentini (it)
- Costumes : Massimo Lentini, Barbara Pugliese
- Société de production : Lugano Cinematografica
- Pays de production :  Italie
- Langue originale : italien
- Format : Couleurs
- Durée : 110 minutes
- Genre : Film dramatique
- Dates de sortie :
  - Italie : 22 avril 1977

## Distribution
Premier épisode
- Duilio Del Prete : Federico
- Janet Agren : Carla
- Quinto Parmeggiani : Ignazio
- Clara Colosimo : la tante

Deuxième épisode
- Monica Guerritore : Annabella La Monica
- Turi Ferro : Domenico La Monica
- Franco Fabrizi : Gaetano La Monica
- Magali Noël : Tilde La Monica

Troisième épisode
- Enrico Montesano : Fernando
- Adriana Asti : Patrizia
- Luca Sportelli (it) : Gescal, l'employé